# Епоха Кепрюлю

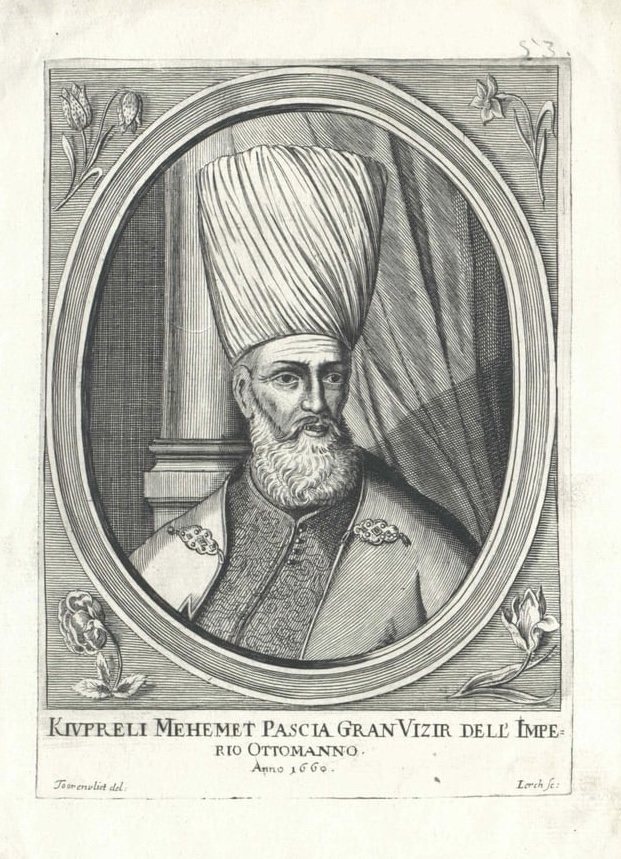
Мехмед Кепрюлю, перший великий візир зі свого роду

Епоха Кепрюлю (тур. Köprülüler Devri) — період з 15 вересня 1656 до 17 серпня 1710 року, коли великими візирами Османської імперії були представники албанського роду Кепрюлю.

## Розквіт (1656—1683)
Початок династії османських службовців поклав Мехмед Кепрюлю, коли 15 вересня 1656 року першим зі свого роду став великим візиром.
Кепрюлю прийшов до влади у складний період. В цей час в Османський імперії посилювалися тенденції децентралізації, послаблення військової та економічної потуги. Також почастішали невдачі у війнах з Венецією та Австрією. Мехмед Кепрюлю взявся за наведення ладу з надзвичайним завзяттям. Недбалих чиновників та хабарників страчували тисячами. Відсічені голови злочинців виставляли перед брамою султанського палацу в Стамбулі. За всіма, хто викликав підозри, стежили шпигуни, яким допомагали й добровільні донощики. Були ухвалені закони, які заважали вивезенню з держави золота й срібла та заохочували купівлю товарів, виготовлених в імперії. Це дозволило суттєво поліпшити фінансовий стан держави і розпочати рішучі дії щодо відновлення військової потуги османів як на суходолі, та й на морі.
Зрештою, відновилися і загарбницькі походи. У Венеції турки відібрали острів Крит. Мехмед IV пообіцяв підтримку українському гетьманові Петру Дорошенку і на чолі величезної армії рушив проти Речі Посполитої. Разом із кримськими татарами і козаками військо султана здобуло Кам'янець-Подільський і підступило до Львова. Король змушений був піти на принизливий мир і відмовитися на османську користь від усього Поділля та Правобережної України. Але грабунки і насильства загарбників швидко налаштували місцевих мешканців проти турків. Цим скористалися росіяни, які зайняли гетьманську столицю Чигирин. Османська армія взяла місто в облогу і після важких боїв здбуло Чигирин штурмом. Північним кордоном Османської імперії став Дніпро.

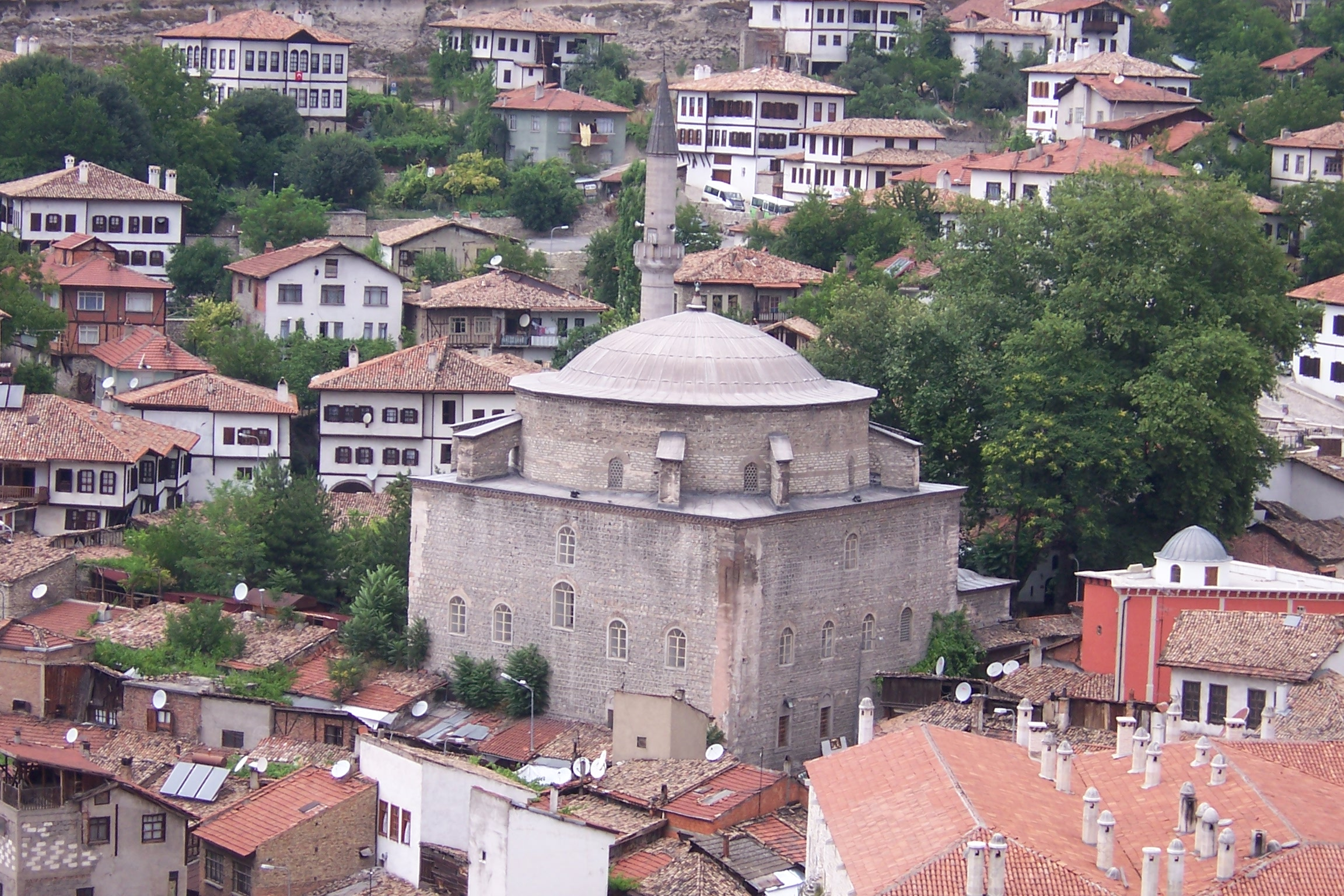
Мечеть Кепрюлю. м. Сафранболу

 Великі візири Кепрюлю засвідчили себе як щедрі меценати, які підтримували поетів та письменників. За часів перших Кепрюлю було створено значну бібліотеку, яка отримала ім'я всього роду. На їх замовлення ведеться будівництво мечетей, медресе.

## Занепад (1683—1710)
Початком послаблення впливу та ваги роду стала нова війна з Габсбурзькою Австрією та її союзниками, яка отримала назву Війна Священної ліги. У 1683 році османи під орудою Кари Мустафи Кепрюлю зазнають поразки під Віднем, внаслідок наступних невдач, його було скинуто й страчено 25 грудня 1683 року.
Втім родина Кепрюлю зберегла свій вплив. Все ж таки сила роду поступово слабне, їх вплив на султанів втрачається разом із послабленням Османської імперії. Кепрюлю займають посаду великого візира з перервами, Кепрюлю не були великими візирами у 1683—1687, 1688—1688, 1691—1697, 1702—1710. Останній з Кепрюлю, хто був великим візиром (Нуман) займав цю посаду лише протягом 2 місяців та 2 днів. Після цього завершилася епоха Кепрюлю
Здібних Кепрюлю стає менше, загалом все частіше представники роду отримують посади візирів та сердарів завдяки родинним зв'язкам. Зрештою із загибеллю у битві Абдулаха Кепрюлю 19 червня 1735 року остаточно прийшов до кінця період, коли Кепрюлю займали значні державні або військові посади. З цього моменту вони лише заможні аристократи.